# Ковригино (платформа)
Коври́гино — остановочный пункт Горьковского направления Московской железной дороги на однопутном тупиковом ответвлении Павловский Посад — Электрогорск. Расположен в 600 м к западу от деревни Ковригино городского округа Павловский Посад Московской области.
Боковая пассажирская платформа располагается с восточной стороны от пути. Не оборудована турникетами. На платформе нет кассы. В день через платформу проходит 14 пар поездов. Работают прямые электропоезда маршрута Москва-Пасс.-Курская — Электрогорск, обслуживаемые моторвагонным депо ТЧПРИГ-4 Железнодорожная.
К югу от платформы от линии ответвляется подъездной путь на северо-запад к военной части. Он идёт вдоль основного пути у платформы, затем от переезда к северу от платформы уходит в сторону. При этом примыкание пути и вся линия от главного хода Горьковского направления до платформы Ковригино, включая её, находится в границах станции Павловский Посад, входной светофор со стороны Электрогорска находится севернее платформы.
В километре от платформы протекает река Клязьма.

## Галерея

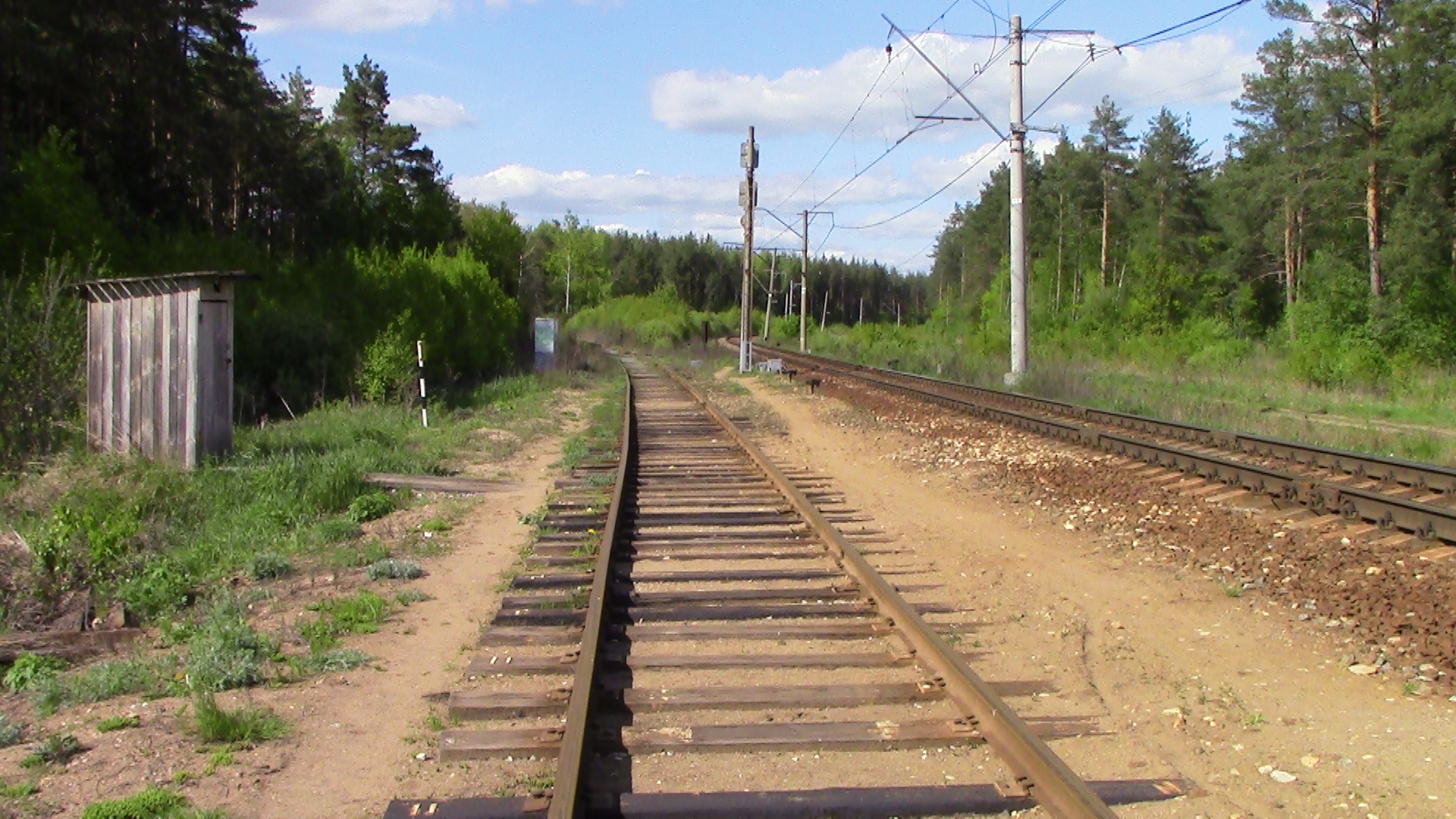
Вид на север. Электрифицированный путь справа - на Электрогорск, слева - в военную часть.
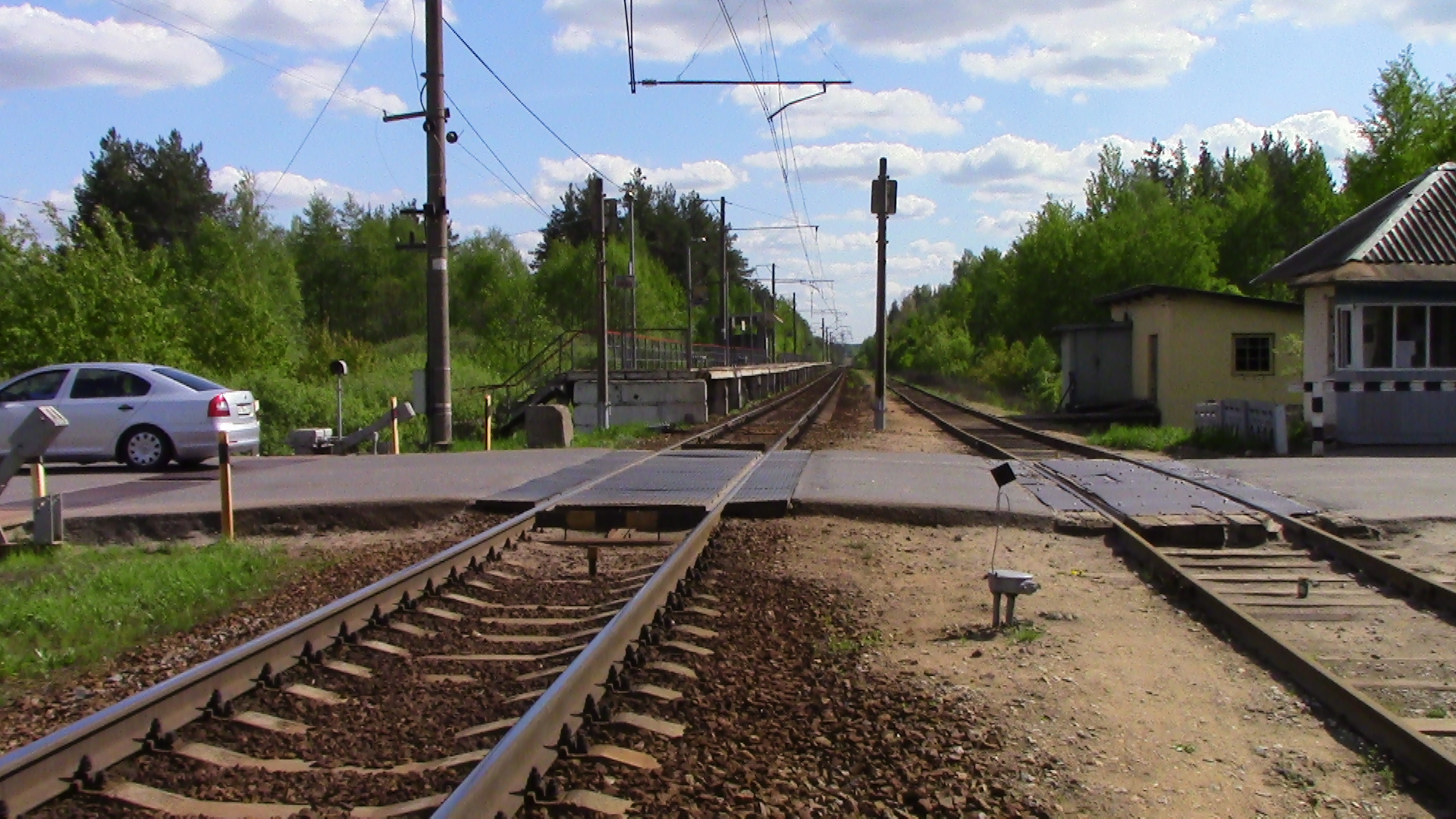
Вид на юг, по направлению к Павловскому Посаду.